# Tanaecia indochinensis
Tanaecia indochinensis är en fjärilsart som beskrevs av Hans Fruhstorfer 1905. Tanaecia indochinensis ingår i släktet Tanaecia och familjen praktfjärilar. Inga underarter finns listade i Catalogue of Life.